# Antygomonas incomitata
Espèce
Antygomonas incomitata est  une espèce de Kinorhynches de la famille des Antygomonidae.

## Distribution
Cette espèce a été découverte en mer Méditerranée.

## Publication originale
- Nebelsick, 1990 : Antygomonas incomitata gen. et sp. n. Cyclorhagida, Kinorhyncha and its phylogenetic relationships. Zoologica Scripta, vol. 19, n. 2, p. 143-152.